# تكيبولي
تكيبولي أو تيكيبولي (بالجورجية: ტყიბული) هي بلدة تقع في غرب وسط جورجيا في منطقة إيميريتي بالقرب من حدود منطقة راشا، عند سفح جبل ناكيرالا. كانت المدينة مركزًا لتعدين الفحم حتى عام 2018 حيث لم تعد هناك أي مناجم تعمل لاستخراج الفحم.